# Nevermore (musikalbum)
Nevermore är  debutalbumet till det amerikanska progressiv metal-bandet Nevermore, utgivet 1 januari 1995 av skivbolaget Century Media Records. Det producerades av Neil Kernon. Albumet återutgavs 2006 med bonusspår.

## Låtlista
1. "What Tomorrow Knows" – 5:11
2. "C.B.F (Chrome Black Future)" – 6:03
3. "The Sanity Assassin" – 6:21
4. "Garden of Gray" – 4:48
5. "Sea of Possibilities" – 4:19
6. "The Hurting Words" – 6:17
7. "Timothy Leary" – 5:12
8. "Godmoney" – 4:44

Text: Warrel Dane
Musik: Jeff Loomis

## Medverkande
Nevermore
- Warrel Dane – sång
- Jeff Loomis – gitarr
- Jim Sheppard – basgitarr
- Van Williams – trummor

Bidragande musiker
- Christine Rinehart – bakgrundssång (spår 4)
- Mark Arrington – trummor (spår 1, 4, 6, 8)

Produktion
- Neil Kernon – producent, ljudtekniker, ljudmix
- Joe Gastwirt – mastering
- Noayuki Kato – omslagskonst
- Karen Mason-Blair – foto